# Архип Куинджи
Архип Иванович Куинджи (на руски: Архи́п Ива́нович Куи́нджи; на украински: Архип Іванович Куїнджі) е руски пейзажист от гръцки произход. Преподава в Императорската художествена академия (професор от 1892 година; завеждащ пейзажния факултет от 1894 година; уволнен през 1897 година заради подкрепа на студентски протести). Сред студентите му са Аркадий Рилов, Николай Рьорих, Константин Богаевски и други. Куинджи е сред инициаторите за създаване на Общество на художниците (1909; по-късно му е дадено неговото име).

## Биография
Архип Куинджи е роден на 27 януари 1841 година в селцето Карасу недалеч от Мариупол, Екатеринославска губерния на Руската империя, през януари 1842 г., но прекарва по-голямата част от младежките си години в Таганрог. Израства в бедно семейство; баща му е гръцки обущар. Архип остава сирак, когато е на 6 години. Отгледан е от леля си и чичо си по бащина линия. С помощта на роднините си Архип учи гръцката граматика от учител грък, след което посещава известно време градското училище. Според другарите му, той е бил слаб ученик, но дори тогава се е интересувал от художество и е рисувал върху всякакъв подходящ материал – върху стени, огради и парчета хартия.
Момчето живее в голяма бедност, затова от ранно детство е наемано да работи – пасе гъски, служи на строителя Чабаненко при строежа на църква, където е назначено да води отчетност на тухлите, след което служи на търговеца на зърно Аморети. Именно последният (според друга версия, негов познат, търговецът на зърно А. Л. Дюранте) веднъж забелязва рисунките на Архип и го съветва да отиде в Крим при известния маринист Иван Айвазовски.
През лятото на 1855 г. Куинджи пристига във Феодосия, откъдето отива в имението на Айвазовски близо до село Шейх-Мамай, за да стане чирак на художника. Стопанинът отсъства и докато го чака, младият Архип моли да помага в имението. Освен всичко друго, му е наредено да бърка бои и да боядисва оградата. Забелязвайки усилията му, млад роднина на Айвазовски, който копира картините на майстора и го посещава по това време, оказва на Архип Иванович малка помощ в рисуването. Когато Айвазовски се завръща, той казва, че не е в състояние да го учи лично и го съветва да отиде да учи в Одеса или Санкт Петербург, в Академията на изкуствата.
След два месеца живот във Феодосия, Архип се завръща в Мариупол, където започва работа като ретушор за местен фотограф, но след няколко месеца заминава за Одеса, където отново се занимава с ретуширане. Три години по-късно, през 1860 г., младият мъж заминава за Таганрог, където работи като ретушор във фотостудиото на С. С. Исакович (ул. Петровская, 82) до 1865 г. През цялото това време Куинджи продължава да рисува. Той си спомня: „Когато служих като ретушор във фотографията, работех от десет до шест. Но цялата сутрин – от четири до десет – беше на мое разположение“. По същото време се опитва да отвори собствено фотостудио, но без успех.
След това заминава за Санкт Петербург.
Учи рисуване главно сам и в Императорската художествена академия (от 1868; пълноправен член е от 1893). Става част от Передвижниците и попада под влиянието на Иван Айвазовски.
През 1872 г. Куинджи напуска академията и работи на свободна практика. Картината „На остров Валаам“ е първата му творба, която Павел Третяков купува за галерията си. През 1873 г. Куинджи излага „Снегът“, която му спечелва бронзовия медал на международното художествено изложение в Лондон през 1874 г. В средата на 70-те той създава голям брой картини, в които пейзажния мотив се използва за конкретни социални асоциации в духа на Передвижниците. Такива са „Забравено село“ (1874), „Пътят към Чумацки“ (1875) и двете в Третяковската галерия.
В зрелия си период Куинджи се стреми да предаде най-експресивно осветеното състояние на природата. Той комбинира различни възприятие (виско хоризонт и др.) в създаването на панорамни картини. Използвайки светлинни ефекти и наситени цветове в основните тонове, той изобразява илюзията на отражението – „Вечер в Украйна“ (1875), „Брезова горичка“ (1879), „След буря“ (1879) (и трите са в Третяковската галерия), „Нощ над Днепър“ (1880) (Държавен руски музей). По-късните му творби са забележителни с декоративните ефекти при изграждането на цветовете.

### Години на уединение
През 1881 г. Куинджи организира самостоятелна изложба на картината „Брезова горичка“ (1879 г., Държавна Третяковска галерия, Москва), която има успех, а през 1882 г. представя на публиката нова картина, „Днепър сутрин“ (1881 г., Държавна Третяковска галерия, Москва). Тази творба обаче е приета от публиката изненадващо скептично и дори с известна неприязън. През юни същата година, в „Солодовниковския пасаж“ на Кузнецки мост, Куинджи организира изложба с две картини, „Брезова горичка“ и „Лунна нощ на Днепър“, след което „замлъква“ в продължение на двадесет години, уединявайки се в ателието си и не показвайки творбите си на никого. Причините, поради които художникът, в разгара на славата си, е решил да се уедини, не са напълно известни, но по всяка вероятност той просто е бил уморен от шума около всяка своя изложба: в края на краищата, наред с ентусиазирани оценки и мнения, той е трябвало да чуе и различни обвинения срещу себе си – до желанието за евтини ефекти и използването на скрито осветление в картините си, за да им придаде мистериозен вид. Публиката и критиците са смятали, че Куинджи се е изчерпал, но това не е така: художникът продължава да работи неуморно в различни стилове, едновременно търсейки нови пигменти и грундове за бои, така че те да бъдат устойчиви на влиянието на въздушната среда и да запазят първоначалната си яркост. През тези години той създава около петстотин скици и пълноценни картини, много от които, следвайки примера на импресионистите, са обединени в тематични серии, и около триста графични произведения.
През 1886 г. художникът купува парцел земя в Крим с площ от 245 десетини близо до село Кикенеиз за 30 хиляди рубли и отначало живее там със съпругата си в самота в колиба. С течение на времето на този парцел възниква малкото имение „Сара Кикенеиз“, където Куинджи често води своите ученици за лятна практика на пленер.
През 1888 г. по покана на художника передвижник Н. А. Ярошенко Куинджи посещава Кавказ, където двамата стават свидетели на рядко планинско явление – Брокенския призрак (отражение на уголемените им фигури върху облак с цветовете на дъгата). След завръщането си в Санкт Петербург художникът, необичайно впечатлен от пътуването, създава серия от красиви планински пейзажи, в които романтизмът окончателно се слива с философския пейзаж. Основната характеристика на картините е идеята за Кавказ като символ на някаква идеална и недостижима страна. Някои изследователи смятат, че тези платна и образът на Кавказ са вдъхновили Н. К. Рьорих да създаде своите хималайски пейзажи.
През 1901 г. Куинджи нарушава уединението си и показва на своите ученици, а след това и на някои приятели, четири картини: завършената „Вечер в Украйна“ (Държавен руски музей, Санкт Петербург), „Христос в Гетсиманската градина“ (1901 г., музей „Воронцовски дворец“, Алупка), третата версия на „Брезова горичка“ (1901 г., Национален художествен музей на Република Беларус, Минск) и вече известната „Днепър сутрин“. Както и преди, платната радват публиката и хората отново започват да говорят за художника. През ноември същата година се провежда последната публична изложба на творбите на художника, след която никой не вижда новите му картини до смъртта му. Този път очевидци на изложбата се опитват да обяснят този акт със страха на художника от скептичното отношение на някои посетители към изложените произведения, но това обяснение удовлетворява малцина.

### Последни години и смърт
Последното десетилетие от живота на Куинджи е белязано от създаването на шедьоври като „Дъга“ (1900 – 1905, Държавен руски музей, Санкт Петербург), скици и етюди, за които той започва да рисува в края на 19. век, „Червен залез“ (1905 – 1908, Музей на изкуството „Метрополитън“, Ню Йорк) и „Нощ“ (1905 – 1908, Държавен руски музей, Санкт Петербург). Последната картина съчетава спомени от детството и страст към съзерцанието на небето, а начинът на изпълнение на платното напомня за най-добрите ранни произведения на Куинджи.
През лятото на 1910 г., докато е в Крим, Куинджи се разболява от пневмония. С разрешение на лекарите съпругата му премества художника в Санкт Петербург, но въпреки надеждите за възстановяване болестта прогресира – болното му сърце си казва думата. Архип Иванович Куинджи умира на 11 (24) юли 1910 г. в Санкт Петербург и е погребан в Смоленското православно гробище, източно от Смоленската църква. На гроба са монтирани бронзов бюст и надгробен камък – гранитен портал с мозаечно пано, изобразяващо митичното Дърво на живота, по клоните на което змия свива гнездо. Краищата на паното са рамкирани с резби в стила на древните викинги. А. В. Шчусев (проект), В. А. Беклемишев (бюст) и Н. К. Рьорих (скица на паното) участват в създаването на надгробния камък, а самата мозайка е сглобена в работилницата на В. А. Фролов. През 1952 г. пепелта и надгробният камък са пренесени в Александро-Невската лавра на Тихвинското гробище – Некрополът на майсторите на изкуствата.

## Благотворителност
Когато Куинджи получава своето признание и картините му започват да се търсят срещу големи суми, художникът купува голяма жилищна сграда на Василевския остров в Санкт Петербург, ремонтира я и до края на живота си отдава апартаменти под наем (адрес: 10-та линия, № 39, къщата е построена през 1876-1877 г. от архитекта Е. Ф. Крюгер за търговеца Н. С. Лвов, придобита е от Куинджи през 1891 г.). В същото време той и съпругата му живеят много скромно, като раздават по-голямата част от авторските възнаграждения за картините му и печалбите от наемите на апартаментите в жилищната сграда за благотворителност. Така през 1904 г. Куинджи дарява 100 000 рубли на Академията на изкуствата за създаването на 24 годишни награди, а през 1909 г. дарява 150 000 рубли и имението си в Крим на Дружеството на художниците „А. И. Куинджи“. През същата 1909 г. той дарява 11 700 рубли на Императорското дружество за насърчаване на изкуствата за награда в областта на пейзажната живопис.
Куинджи е бил ангажиран и с лечението на болни птици. Списание „Нива“ съобщава, че той „дори извършва чудо на хирургическата техника – зашива парче от най-фина копринена материя към повредено крило на пеперуда, оцветявайки го с акварели. И пеперудата, която преди това е лежала безпомощно на стъкления покрив на ателието му, отлетяла в далечината с подсиленото си крило“.

## Кражби
През януари 2019 г. неговата картина „Ай-Петри. Крим“ е открадната от Третяковската галерия в Москва, но е открита и върната на следващия ден. Мъжът, откраднал картината, е осъден на три години затвор.
На 21 март 2022 г., по време на руската инвазия в Украйна, Художественият музей „Куинджи“ е повреден при руски въздушен удар по време на обсадата на Мариупол. Три картини на Куинджи, които са били част от колекцията – скица за „Червен залез“ и две подготвителни работи, „Елбрус“ и „Есен“ – са били преместени в хранилището на музея преди бомбардировката и не са били повредени, но са отнесени в Русия като част от кампанията по разграбване на музеите в завладените територии.

## Галерия
- „Ладожското езеро“ (1873)
- „Брезова горична“ (1879)
- „Днепър сутрин“ (1881)
- „Лунна нощ над Днепър“ (1882)
- „Прибой и облаци“ (1882)
- „Елбрус“ (1890 – 95)
- „Вечер в Украйна“ (1878 – 1901)
- „Лунни петна в гората, зима“ (1898 – 1908)